# Радянсько-українська війна (1917—1921)
Радя́нсько-украї́нська війна́, більшови́цько-украї́нська війна́ — збройний конфлікт між Радянською Росією та Українською Народною Республікою (УНР) в 1917—1921 роках за контроль над українськими землями, колишніми південно-західними губерніями Російської імперії. Складова частина української революції. Формально була війною між прихильниками незалежної України зі столицею в Києві (УНР) і більшовицької маріонеткової держави — Української Соціалістичної Радянської Республіки (до 1919 відомої як Українська Народна Республіка Рад) зі столицею в Харкові. Призвела до значних втрат у тогочасному українському суспільстві. Закінчилася поразкою УНР, більшовицькою окупацією України і входженням УСРР до складу Радянського Союзу в 1922 році.

## Перша війна

### Передумови
7 (20) листопада 1917 року Українська Центральна Рада проголосила ІІІ Універсалом створення автономної Української Народної Республіки зі столицею в Києві. УНР наполягала на утворенні федеративного уряду в Росії з представників усіх територій, що самовизначилися. Невдала спроба більшовиків змінити владу в Україні шляхом переобрання Української Центральної Ради (див. Всеукраїнський з'їзд рад селянських, робітничих і солдатських депутатів 1917) викликала роздратування російського уряду — більшовицької Ради народних комісарів, тому вона вирішила захопити владу в Україні шляхом збройного повстання в Києві.
Проте, в ніч з 29 листопада (11 грудня) на 30 листопада (12 грудня) 1917 року українські війська, лояльні до Центральної Ради, придушили повстання, а заколотників вислали ешелонами за межі України. Більшовицькі відділи 2-го гвардійського корпусу під проводом Євгенії Бош, що їхали з фронту на захоплення Києва, були роззброєні 1-м українським корпусом Павла Скоропадського біля Жмеринки і відправлені до Росії. 30 листопада (12 грудня) 1917 року спалахнуло більшовицьке повстання в Одесі, яке так само закінчилося поразкою більшовиків.
4 (17) грудня 1917 року Рада народних комісарів Росії надіслала ультиматум Українській Центральній Раді за підписами Володимира Леніна і Лева Троцького. Більшовики вимагали легалізувати більшовицькі військові загони в Україні й припинити їх роззброєння. Зазначалося, що в разі невиконання вимог російський радянський уряд вважатиме Центральну Раду в стані відкритої війни проти нього. 5 (18) грудня 1917 року, не дочекавшись відповіді від українського уряду, Рада народних комісарів Росії постановила вважати Українську Центральну Раду своїм ворогом. Головнокомандувачем радянських військ проти України було призначено Володимира Овсієнка. З грудня того ж року біля північно-східних кордонів Української Народної Республіки стали концентруватися червоні війська.
7 (20) грудня Українська Центральна Рада відправила відповідь Раді народних комісарів за підписом Володимира Винниченка та Симона Петлюри, якою відхилила ультиматум. Розпочалася більшовицько-українська війна. Війська Радянської Української Народної Республіки та Радянської Росії концентрувалися в Харкові, у районі Гомеля і під Брянськом. Вони нараховували 160 тисяч вояків [джерело?] і складалися з частин регулярної Російської імператорської армії, червоногвардійських загонів із Росії та України, загонів балтійських моряків. Вище політичне керівництво військом здійснював більшовик Володимир Овсієнко, а воєнне — есер Михайло Муравйов. Тактика більшовиків полягала в просуванні лініями залізниць і встановленні контролю над великими промисловими й транспортними центрами. Ради розраховували на допомогу робітничих загонів у цих містах.

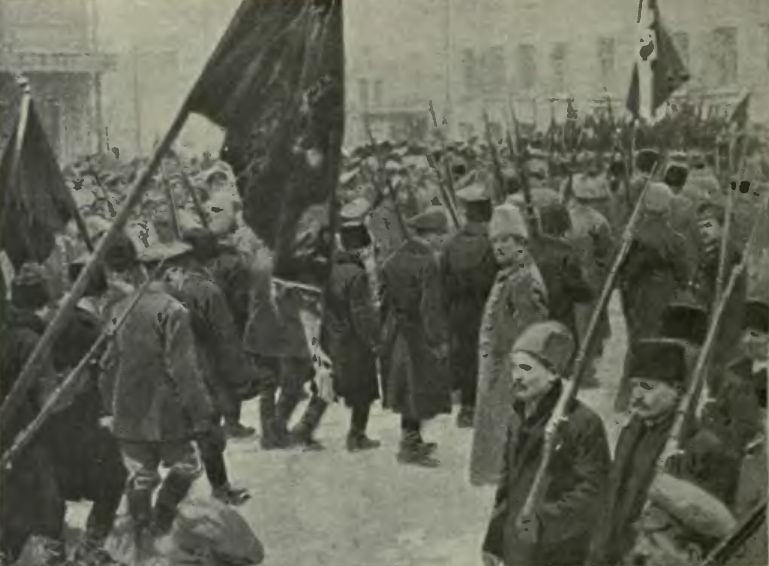
Українські війська рушають на фронт задля відсічі наступу більшовиків, кінець 1917

Воєнні сили УНР складали добровольчі формування Вільного козацтва та українізовані добровольчі частини Російської імператорської армії. За кількістю війська УНР не поступалися радянським, але були розпорошені по Україні, тоді як більшовики діяли на головних стратегічних напрямках.

### Наступ більшовиків
8 (21) грудня 1917 більшовицькі червоногвардійські загони під проводом Володимира Антонова-Овсієнка вступили до Харкова. В ніч на 9 (22) грудня вони заволоділи містом. 12 (25) грудня 1917 року, за сприяння Ради народних комісарів Росії, більшовики провели в місті Всеукраїнський з'їзд Рад, на якому проголосили створення Радянської УНР зі столицею Харкові. Українська Народна Республіка на чолі з Центральною Радою визнавалася нелегітимною. 17 (30) грудня 1917 року Центральний виконавчий комітет радянської УНР проголосив маніфест про скинення влади Української Центральної Ради і Генерального секретаріату. Наявність в Україні двох центрів влади — київського національного і харківського радянського — дала змогу російським більшовикам формально залишатись осторонь війни, представивши її як внутрішній конфлікт.

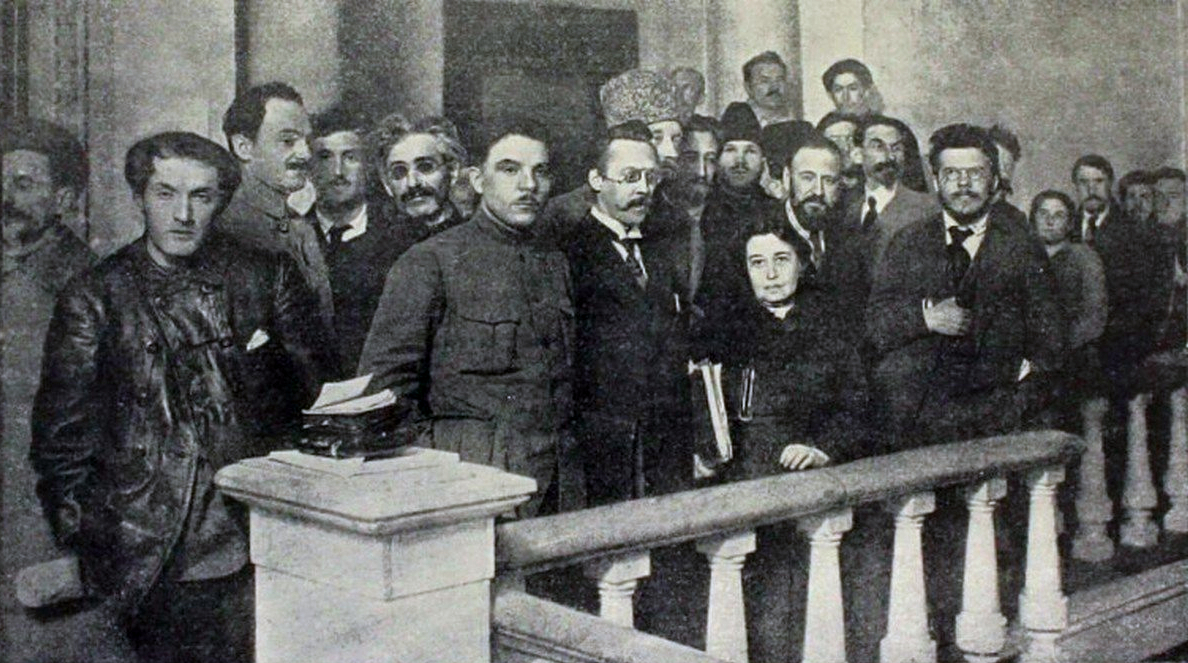
Керівні діячі КП(б)У доби Визвольних змагань. Зліва направо: Олександр Хмельницький, Мойсей Рухимович, Мойсей Грановський, Володимир Юдовський, Климент Ворошилов, Володимир Мещеряков, Микола Подвойський, Анжеліка Балабанова, Християн Раковський, Микола Скрипник, Володимир Затонський.

24-25 грудня відбувся бій за станцію Лозова, тоді ж повстали юнаки Чугуївської школи
25 грудня 1917 (7 січня 1918) року 30-тисячна російська армія чотирма групами вирушила з Гомеля і Брянська в Україну в напрямах Чернігів-Бахмач, Глухів-Конотоп, Харків-Полтава-Лозова. Одночасно у містах Лівобережжя було підготовлене повстання місцевих більшовицьких груп, при чому більшовицькою пропагандою було деморалізовано деякі українські гарнізони.
26 грудня більшовики захопили Харків і, наступаючи звідти, також Лозову, Катеринослав (9 січня 1918), Олександрівськ (15 січня), Полтаву (20 січня). Брянська група захопила Глухів (19 січня) і Конотоп (16 січня) В середині січня розпочалися бої українських частин з силами 7-ї червоної армії, що розгорнула наступ від Жмеринки на Браїлів і Вінницю та зайняли Ямпільський повіт. 17 (4) січня червоні ради депутатів взяли владу в місті Лебедин та Старобільську. За допомогою червоногвардійського загону встановлена радянська влада в Верхньодніпровську; червоногвардійські загони, що прибули з РСФРР, вступили в Борзну. В ніч на 18 (5) січня 6 ешелонів революціонізованих частин 2-го Гвардійського корпусу 7-ї армії зайняли Браїлів.
Одночасно група М. Муравйова, наступаючи з Полтави, захопила Ромодан, а звідти на північ — Бахмач (27 січня), де після триденного бою з українськими військами з'єдналися російські групи, які під командуванням Муравйова почали наступ на Київ. Українська Центральна Рада для захисту столиці вислала військові частини, сформовані з добровольців, на Полтаву і Бахмач.
14 (27) січня 1918 року в Одесі та Миколаєві спалахнули більшовицькі повстання.
16 (29) січня 1918 року відбувся бій під Крутами в якому Студентський Курінь з 300 бійців був розбитий 4-тисячним більшовицьким загоном. Незважаючи на таку перевагу, муравйовці втратили 350 вояків, після чого 50 студентів-добровольців, взятих у полон, було розстріляно. Того ж дня в Києві спалахнуло
більшовицьке повстання робітників на заводі «Арсенал».
23 січня (4 лютого) 1918 року його придушили вояки куреня Січових Стрільців та Вільного Козацтва.
Перед лицем більшовицької загрози 2 лютого 1918 року УЦР і її уряд перебрались з Києва до
Вінниці.
Наступ російських червоногвардійців з Бахмача і Лубен на Київ тривав і 8 лютого український уряд залишив столицю. 26 січня (8 лютого) 1918 року більшовицькі війська під командуванням Муравйова захопили Київ, столицю УНР. Три дні в місті тривав терор, спрямований проти антибільшовицьких сил.
З Києва більшовицьке військо почало похід на Правобережжя, зводячи бої з частинами Вільного Козацтва. На Волині колишній російській 7 армії, яка переважно складалась з більшовиків, вдалося захопити Проскурів, Жмеринку, Козятин, Бердичів, Рівне й Шепетівку, а загони Української Центральної Ради обороняли позиції на лінії Житомир-Коростень-Сарни.

### Український контрнаступ
Після укладення Берестейського миру (9 лютого 1918) і домовленості з німецьким і австрійським урядами про звільнення України від більшовицької окупації, українські частини під проводом генерала К. Прісовського і С. Петлюри, разом з німецькими (з 24 січня 1918) і австрійськими (з 27 лютого) частинами повели успішні бої на Правобережжі під Житомиром, Бердичевом, Козятином, Бучею і 1 березня 1918 звільнили Київ. Вночі з 21 на 22 лютого 1918 Звенигородський кіш Юрка Тютюнника розбив переважаючі сили більшовиків на станції Бобринська.

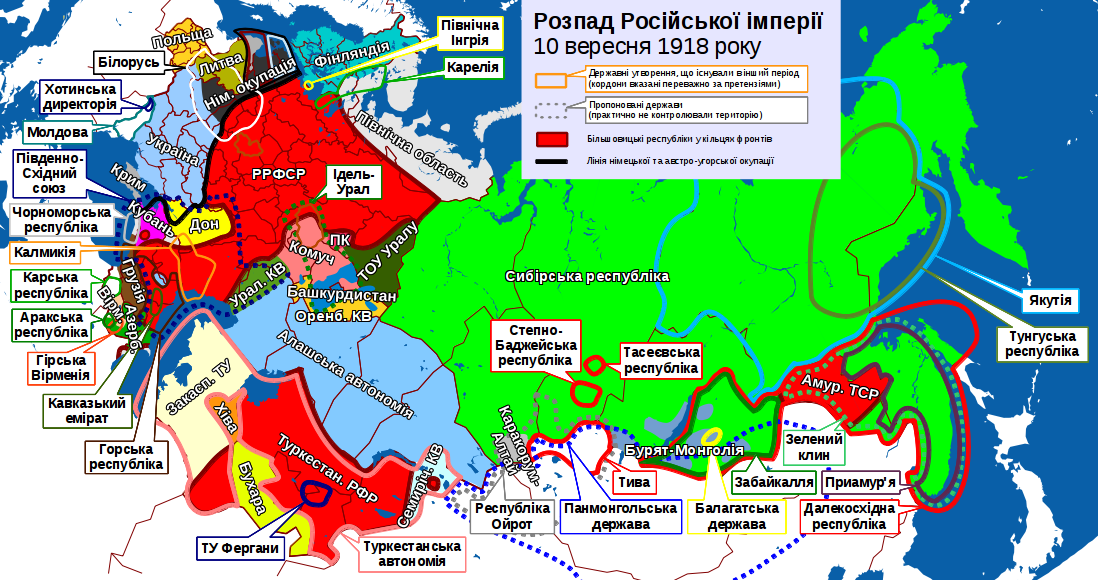
Ситуація у колишній Російській імперії у вересні 1918 року

Упродовж березня-квітня німецькі і австрійські війська звільнили Лівобережну Україну, а військові загони отамана П. Болбочана і В. Сікевича — Крим і Донеччину. Переляканий німецьким наступом, В. Ленін доручив 14 березня 1918 своєму представникові в Україні С. Орджонікідзе удавано українізувати російські загони В. Антонова і Муравйова, однак і цей маневр не мав успіху. У той час бої відбувалися за залізничні вузли, а просування військових частин здійснювалося панцерниками залізничними коліями. Тим часом радянська Росія змушена була визнати умови Берестейського миру і згодом, 12 червня 1918, підписала з Українською Державою прелімінарний мир.

## Друга війна

### Початок війни
Друга фаза радянсько-української війни розпочалася під час антигетьманського повстання, очолюваного Директорією УНР. 17 листопада 1918 у Москві створено Тимчасовий Робітничо-Селянський Уряд України, який з допомогою частин Червоної армії на чолі з В. Антоновим-Овсієнко, Й. Сталіном і В. Затонським, без оголошення війни, у грудні 1918 почав з Курська наступ на Україну. В ніч на 18 листопада  1918 з Чернігівщини повідомили про оволодіння більшовиками Глухівським повітом. 19 листопада радянські війська оволоділи Ямполем та хутором Михайлівським, стискають кільце навколо Глухова; 20 листопада — до станції Коренєво (нині Курська область РФ). 26 листопада почався наступ авангарду радянських частин у напрямку Мозир-Калинковичі. 7 грудня кордонна варта і гетьманські сили полишили Новгород-Сіверський, переїхавши до Городні. 21 грудня радянські частини Окремої групи військ Курського напряму зайняли міста Рильськ, Коренєве, Пушкарну і Суджу та ряд інших населених пунктів, де до того були українські війська.
Проти цієї агресії Директорія вислала радянському урядові ноти протесту (31 грудня 1918, 3, 4 і 9 січня 1919). 5 січня 1919 з Москви надійшла нота народного комісара закордонних справ РСФРР Г. Чичеріна у відповідь на радіотелеграми уряду УНР від 31 грудня, 3 — 4 січня. У ній стверджувалося, що військ РСФРР в Україні немає, а проти Директорії воює армія «українського радянського уряду, який є цілком незалежний». Під час війни на окупованій ними українській території більшовики створили маріонетковий радянський уряд УСРР. Голова Ради народних комісарів РСФРР
Володимир Ленін зазначав, що створення місцевих радянських урядів на окупованих територіях національних республік «забирає можливість в шовіністів України, Литви, Латвії, Естляндії розглядати рух наших частин, як окупацію». Після бою за Чернігів Директорія 16 січня 1919 оголосила війну радянській Росії. На той час українські військові сили складалися з регулярних формацій: Корпус Січових Стрільців, Запорізький корпус, а також з недисциплінованих повстанських загонів, якими командували отамани (Григорʼєв, Ангел, Зелений та ін.), які часто переходили на бік більшовиків. Впродовж грудня 1918 — січня 1919 більшовицькі війська, за співпраці деяких отаманів, зайняли Лівобережжя, а 5 лютого 1919 підійшли до Києва, і український уряд знову був примушений залишити столицю. У лютому 1919 більшовики повели подвійний наступ: на півночі по лінії Мозир-Коростень, Лунинець-Сарни-Рівне, намагаючись відтягти відділи Армії УНР від УГА, і на півдні з району Кременчук-Катеринослав через Знам'янку на Бірзулу-Жмеринку, з метою ізолювати українські військові частини від десанту Антанти. На цьому відтинку Армія УНР зазнала поразки, бо в певний момент отаман М. Григоріїв, незадоволений поступливістю Директорії супроти Антанти, перейшов на більшовицький бік. Третя більшовицька група повела наступ з Києва в напрямі Бердичів-Козятин-Жмеринка, щоб не допустити з'єднання між північними і південними частинами Армії УНР.

### Бої на Правобережжі (березень-липень 1919)
У березні 1919 військо УНР перейшло в контрнаступ, завдаючи відчутних ударів більшовикам у районі Бердичів-Козятин-Житомир і підступаючи аж під Київ. Цей стратегічний маневр Армії УНР унеможливлював спробу більшовиків прорватися через Румунію на Угорщину для допомоги військовим частинам Бели Куна, які захопили владу в Угорщині. У квітні 1919 більшовики скористалися з відходу військ Антанти, щоб наступом на сер. відтинку на Жмеринку відтяти українську південну групу від решти Армії УНР; через непослух отамана О. Волоха ця група мусила 16.4.1919 перейти Дністер, де румуни її роззброїли, і тільки пізніше через Галичину дістатися на Волинь. У руках української влади залишилася значно звужена територія і смуга, завширшки 40-50 км на південно-західній Волині в районі Дубного-Бродів.
Спроба перевороту отамана В. Оскілка (19.4.1919) ослабила також північний антибільшовицький фронт на Волині. Тоді ж у настроях населення з'явилися певні зміни. Антиукраїнська політика радянського уряду УРСР та жорстокі реквізиції більшовицького війська викликали обурення серед селян, які поповнювали лави повстанців, вороже наставлених до більшовицької влади. За таких обставин навіть антирадянська незалежна УСДРП створила свій революційний комітет, яким збройно виступила проти російських більшовиків.
У травні 1919 більшовики скористалися з наступу поляків у районі Луцька, (чим була ослаблена Північна група Армії УНР), щоб наступом з півночі й південного сходу захопити Рівне, Шепетівку, Проскурів, Кам'янець-Подільський. За таких обставин Армія УНР, уклавши перемир'я з поляками (24.5.1919), реорганізувалася у складі 4 військових груп: Січових Стрільців, Запорізьку, Волинську й Південно-Східну, охоплюючи разом близько 15 000 бійців і на початку червня зручним наступом витиснула більшовиків з південно-західного Поділля, звільнивши Кам'янець-Подільський, який став тимчасовим осередком українського уряду. В кінці червня — на початку липня більшовики знову здобули втрачену територію, захопивши Проскурів (5.7.1919) і підійшовши до Кам'янця. Однак в середині липня, зміцнившись повстанським загоном Ю. Тютюнника (рештки загону Григор'єва), що пробився крізь зону, контрольовану більшовиками, Армія УНР відтиснула більшовиків за лінію Городок — Ярмолинці — Шаргород — Дунаївці — Нова Ушиця — Вапнярка.
18 липня 1919 в Кам'янець-Подільський до урядового центру УНР прибули для переговорів щодо продовження бойових дій на більшовицькому фронті члени Головного повстанського штабу України Ю. Мазуренко, З. Малолітко, А. Пісоцький, Сердюк, Я. Діяченко, О. Щадилов. 

### Контрнаступ об'єднаного війська УНР і ЗУНР
Після переходу УГА за Збруч (16-17. 7. 1919) командування Української Галицької армії на чолі з Мироном Тарнавським розробляє три варіанти подальших дій:
- відновити бойові дії з метою визволення Галичини;
- взяти участь у наступі на Київ;
- відступити до Одеси, Миколаєва, Херсона, налагоджуючи зв'язок з Заходом, та повернути з Італії військовополонених галичан. Над цим в Італії працювала місія УНР під проводом О. Севрюка — проводив переговори про сформування в таборі Кассіно чотирьох дивізій по 12 тисяч стрільців кожна.

В другій половині липня відбувалися бої об'єднаних українських армій за стратегічну ініціативу на протибільшовицькому фронті. Здобуття українськими частинами Могилева, Чорного Острова, Проскурова надало можливість планування з цього плацдарму для розгортання наступу на Київ.
У серпні 1919 почався спільний похід Армій УНР і УГА проти більшовиків під командуванням генерала М. Юнакова і В. Курмановича. Об'єднані армії в числі 85 000 бійців і близько 15 000 українських повстанців наступали на Київ й Одесу. Бої за Вапнярку відбулися на залізничній станції Вапнярка 26—27 липня 1919 і закінчився перемогою 3-ї дивізії армії УНР, під командуванням полковника Олександра Удовиченка. За вдало проведену операцію 3-я дивізія була офіційно удостоєна назви «Залізна».
30 липня в Кам'янці-Подільському відбулася нарада керівництва УНР і ЗУНР за участю місій Франції, Англії і США, яка розглянула остаточний план операції об'єднаних українських армій у напрямі на Київ і Одесу. Головний отаман доповів також про план ліквідації більшовицької влади в Україні, виклав вимоги до Антанти щодо озброєння і обмундирування 500-тисячної української армії. Він просив місії переконати Ю. Пілсудського у необхідності нового виступу проти більшовиків.
Цього ж дня Головнокомандувач УГА М. Тарнавський у наказі закликав вояків Галицької армії: «Вирвати матір українських міст — столицю Київ, а звідти рушити переможно на галицьку столицю — Львів».
На вечір того дня об'єднаними українськими арміями взято Проскурів, червоні війська залишили його після запеклих боїв.
Українські сили після завзятих боїв на Подільському відтинку зайняли Вінницю (12.8), Хмельник, Янів, Калинівку, Старокостянтинів (14.8), згодом Бердичів (19.8), Житомир (21.8), і 31.8 українські частини сер. відтинку увійшли у Київ. Однак, у той самий час до Києва увійшла і Добровольча Армія А. Денікіна. Щоб не допустити до конфлікту з ними українські частини залишили Київ.
1 вересня 1919 року у Варшаві військова делегація УНР на чолі з полковником Петром Ліпком (сотники Петро Мшанецький, Василь Руцький, Остап Луцький, Семен Магаляс) підписала договір про перемир'я з Польщею терміном на 1 місяць, який потім передбачалося подовжувати за бажанням сторін. Демаркаційна лінія встановлювалась по р. Збруч-Заслав-Олевськ-Мозир. Між річками Жванчик та Збруч утворювалася нейтральна зона. 
9 вересня 1919 частини української армії, що вели наступ проти червоних військ у напрямі на Одесу, захопили Бірзулу.

### Трикутник смерті

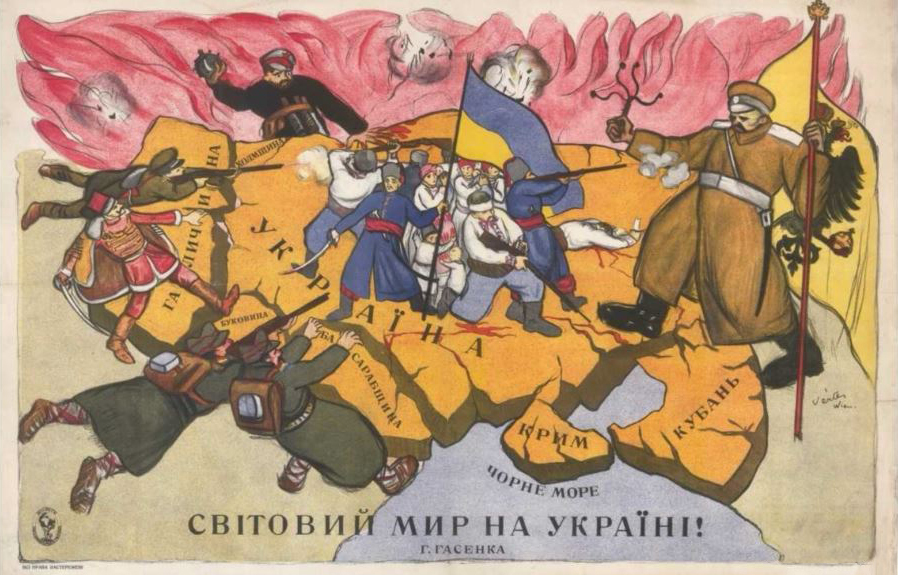
Плакат «Світовий мир на Україні!» Ґеорга Гасенка, 1919 рік.

Із суперництва між українцями і денікінцями скористалися більшовики, які перекинули свою 14 армію з оточення в районі Катеринослав-Ольвіопіль через Сквиру до Житомира. Конфлікт з Денікіним був викликаний розбіжностями між командуванням УНР і УГА, ситуацію ще ускладнила епідемія тифу. УГА підписала сепаратну угоду з Денікіним (6 листопада 1919). У цей час радянські війська почали захоплювати Правобережжя, яке перед тим здебільшого було окуповане Денікіним, а на заході поляки окупували рештки території під владою УНР. 19 листопада війська Червоної армії оволоділи Бахмачем, наблизились до Ніжина і Конотопа, створюючи плацдарм для наступу на Київ. Армія й уряд УНР, опинившись в кінці листопада в оточенні більшовиків, поляків і денікінців, вирішили на нараді в Чорториї (4 грудня 1919) припинити регулярну військову дію, натомість продовжувати боротьбу партизанським способом у запіллі більшовиків і денікінців.

## У союзі з Польщею (грудень 1919— листопад 1920)

### Перший Зимовий похід
У Зимовому поході (6 грудня 1919 — 6 травня 1920) Армія УНР під проводом М. Омеляновича-Павленка оперувала в запіллі більшовиків на Єлисаветщині, з лютого 1920 за Дніпром на Золотонощині, де воювала з 14 радянською армією.

### Радянсько-польська війна
Після підписання Варшавського договору (22 квітня 1920) почався польсько-український наступ на більшовиків. Польська армія і дві українські дивізії, а також армія, що повернулася з Зимового походу, почали наступ проти більшовиків. Уже 7 травня 1920 дивізія М. Безручка разом з польськими частинами увійшла до Києва (Київська операція війська польського). Однак ці початкові успіхи були перекреслені контрнаступом більшовицької армії С. Будьонного, який за червень-серпень здобув територію біля річки Збруч, і згодом зайняв велику частину Галичини і Волині та через Замостя прямував на Варшаву. Після розгрому більшовиків під Варшавою (15 вересня 1920) почався черговий наступ польсько-українських армій, які відтиснувши більшовицькі загони, дійшли на Поділлі до лінії Яруга (над Дністром) — Шаргород — Бар — Літин. Ці операції були припинені 18 жовтня 1920 р., коли польський уряд підписав запропоноване російською стороною перемир'я. Тоді Армія УНР в числі 23 000 бійців сама продовжувала боротьбу проти більшовицьких військ до 21 листопада 1920, коли під тиском переважаючих військ мусила перейти Збруч на територію польської держави, де була інтернована.

## Спроби поновити боротьбу (листопад 1920— 1920-ті)

### Другий Зимовий похід
Останній збройний виступ добровольців з-поміж інтернованих у Польщі вояків УНР проти більшовиків, під командуванням генерала Ю. Тютюнника, відбувся в листопаді 1921. Завданням цього так званого Другого Зимового походу було рейдом підпілля проти більшовиків з метою скоординувати партизанські загони, дії яких мали викликати повалення радянського режиму в Україні. Організовані три групи: подільська (400 бійців), волинська (800 бійців) і бессарабська (до 300 бійців) перейшли радянський кордон і оперували на Правобережжі. Подільська група 25 жовтня перейшла через Збруч у районі Гусятина, пройшла з успішними боями Поділля і дійшла до с. Вахнівки на Київщині, звідки повернула через Волинь до польського кордону і перетнула його 29 листопада. Волинська група перетнула радянський кордон 4 листопада, 7 листопада захопила Коростень і дійшла до с. Леонівки на Київщині, але, не з'єднавшись із подільською групою, також подалася на Захід. Оточена кіннотою Г. Котовського, волинська група була розбита у бою під Малими Міньками (17 листопада), а 359 бійців, що потрапили до полону, були 21 листопада 1921 розстріляні під Базаром. 150 вояків із Волинської групи прорвались до польського кордону.

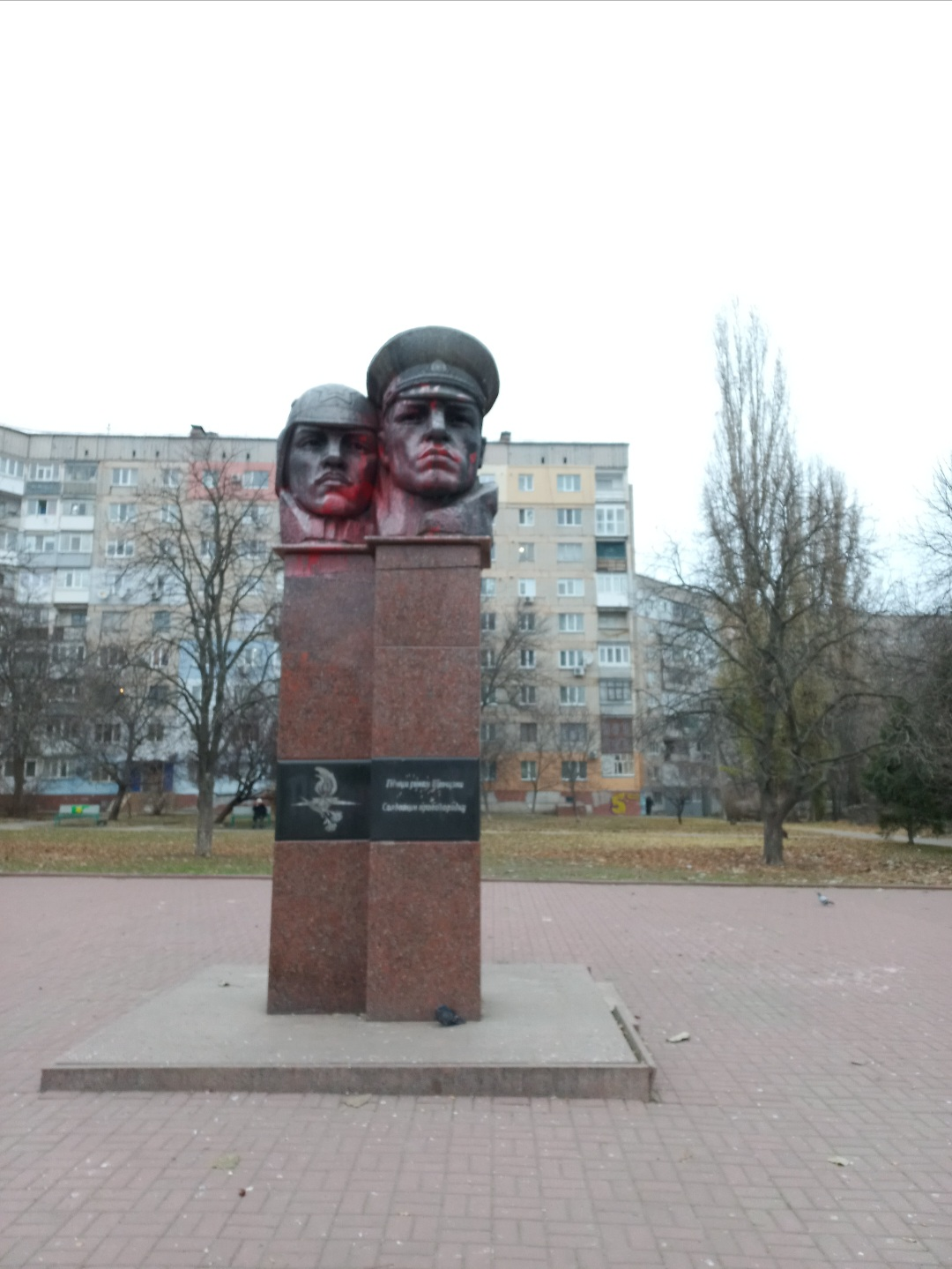
Пам'ятник чекістам у Кропивницькому, на місці ЧК де був ув'язнений відомий діяч УНР Юрій Горліс-Горський (встановлений у 1977, був підготований до демонтажу у 2022)

### Партизанський опір
У кінці серпня 1920 року Всеукраїнська центральна комісія по боротьбі з дезертирством видала наказ про створення інституту п'яти та десятихатників, відповідальних за те, щоб в їхньому селі ніхто не мав контактів з повсталими загонами. За порядок на селі вони відповідали особистим життям та життям своєї родини.
Після невдалого завершення війни регулярними частинами армії УНР, до справи взялися партизанські загони. Ще кілька років велася, головним чином на Правобережжі, партизанська боротьба проти більшовицької влади. Командири повстанських загонів, які формально не підпорядковувалися українському військовому керівництву, яке на той час вже перебувало у екзилі, продовжували сподіватися на нове загальне військове зрушення, яке дозволить звільнити Україну з-під радянської окупації.

У цій боротьбі прославилися повстанці з Київської губернії (сьогодні землі Черкаської області), зусиллями яких на території Чигиринського повіту було створено українське державне утворення — Холодноярську Республіку, в якій діяли закони УНР.
У вересні 1922 року більшовики, агенти яких замаскувалися під представників уряду УНР, вийшли на контакт з отаманами Холодного Яру, що дало змогу нейтралізувати головний осередок опору та згодом повністю знищити холодноярських повстанців.
Постала 1920 року і Літківська республіка під керівництвом Трохима Короля.
Весною 1921 ЧК придушило опір формувань Степового-Блакитного.
У вересні-жовтні 1922 року, згідно з радянськими реляціями, ліквідовано Волинську повстанську армію. Заарештовано 900 членів: переважно учителів, кооператорів, агрономів.
Тоді ж, згідно з радянськими джерелами, в Київській губернії розгромлено збройні формування отаманів Галчевського і Левченка.
Зі звіту ГубЧК Кременчуцької губернії: «Шляхом ідеологічного розкладу ліквідовано збройне формування отамана Чорного Ворона. Члени формування явилися з повинною до органів радянської влади і добровільно здали зброю».
З тих же джерел: «Вересень — жовтень 1922 р. Повстанський селянський рух і кримінальний бандитизм посилилися в Київській губернії, де діяло 40 збройних формувань. У Катеринославській та Миколаївській губерніях переважав кримінальний бандитизм, а в інших губерніях — повстанський селянський рух, під проводом петлюрівських і махновських організацій. Багато з них мали зв'язки з антирадянськими центрами української еміграції за кордоном».
9 вересня 1921 в с. Жаботин Черкаського повіту Кременчуцької губернії кавалерійським полком ліквідовано селянський повстанський загін. Отамани Петренко, Деркач і Череп разом зі своїми вояками добровільно здали зброю.
7 вересня 1923 року в Гайсинському районі Гайсинського округу Подільської губернії ліквідовано рештки повстанського загону Орлика.
12 червня 1925 було ліквідовано останнє (відповідно офіційних радянських джерел) українське повстанське військове угруповання на чолі з Марусею Бессарабовою, що діяло в Білоцерківському та Бердичівському округах Київської губернії.[джерело?]

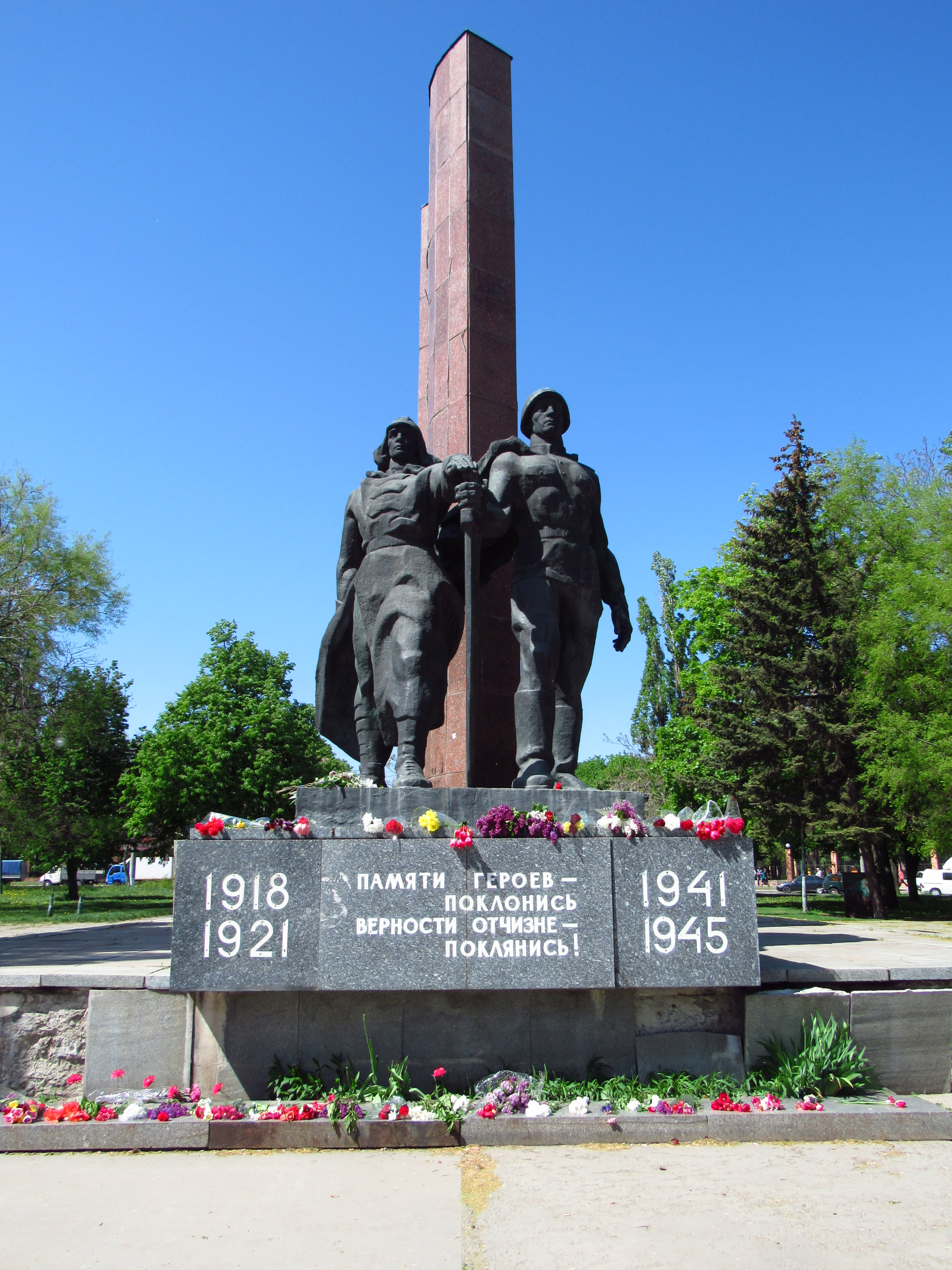
Пам'ятник червоноармійцям у Кропивницькому, саме звідси у 1922 вийшли війська які розгромили сили Холодного Яру (встановлений у 1977, демонтований у 2022)

Окремі загони українських повстанців боролися проти радянської влади до кінця 1920-х років. Зокрема, козаки під проводом отаманів Андрія та Степана Блажевських воювали до 1930 року, поки обидва брати не загинули від рук чекістів.